# 서인도제도매너티
서인도제도매너티(학명: Trichechus manatus)는 바다소목에 속하는 매너티의 일종이다. 몸길이가 최대 4.5m 정도로, 현존하는 바다소목 중에서 가장 큰 수생 포유류이다. 아종으로 플로리다매너티(T. m. latirostris)와 카리브해매너티(T. m. manatus) 2종이 존재한다. 플로리다매너티는 미국 플로리다주 연안에서 주로 분포하지만 남쪽으로는 텍사스주, 북쪽으로는 매사추세츠주까지 발견되기도 한다. 카리브해매너티는 카리브해 전반에 서식하며, 북으로는 멕시코, 남으로는 브라질까지 분포한다.
몸길이는 2.7~3.5m, 몸무게는 200~600kg, 최대 1.6t이 나가는 대형종으로, 평균적으로 암컷이 수컷보다 더 몸집이 크다. 체지방층이 두껍고 피부는 회색을 띠며, 노처럼 생긴 앞다리에는 3~4개의 발톱뼈가 있다. 주둥이에는 뻣뻣한 털이 많이 나 있다. 기민하지 않지만 예민하고 겁이 많아 바다생활을 하게 된 것으로 추정된다. 산호초가 있는 수온 섭씨 20 °C 이상의 온난한 연안에 서식하며 바닷말을 주식으로 하며, 다른 매너티들의 배설물을 재섭취하는 것도 알려져 있다. 3~5살에 성체가 되며, 2년마다 1마리씩 새끼를 낳는다. 아메리카의 서인도 제도와 카리브해 수역에 분포한다. 매년 다수가 포획되고 있어 개체 수의 하락을 면치 못하고 있다.

## 생김새

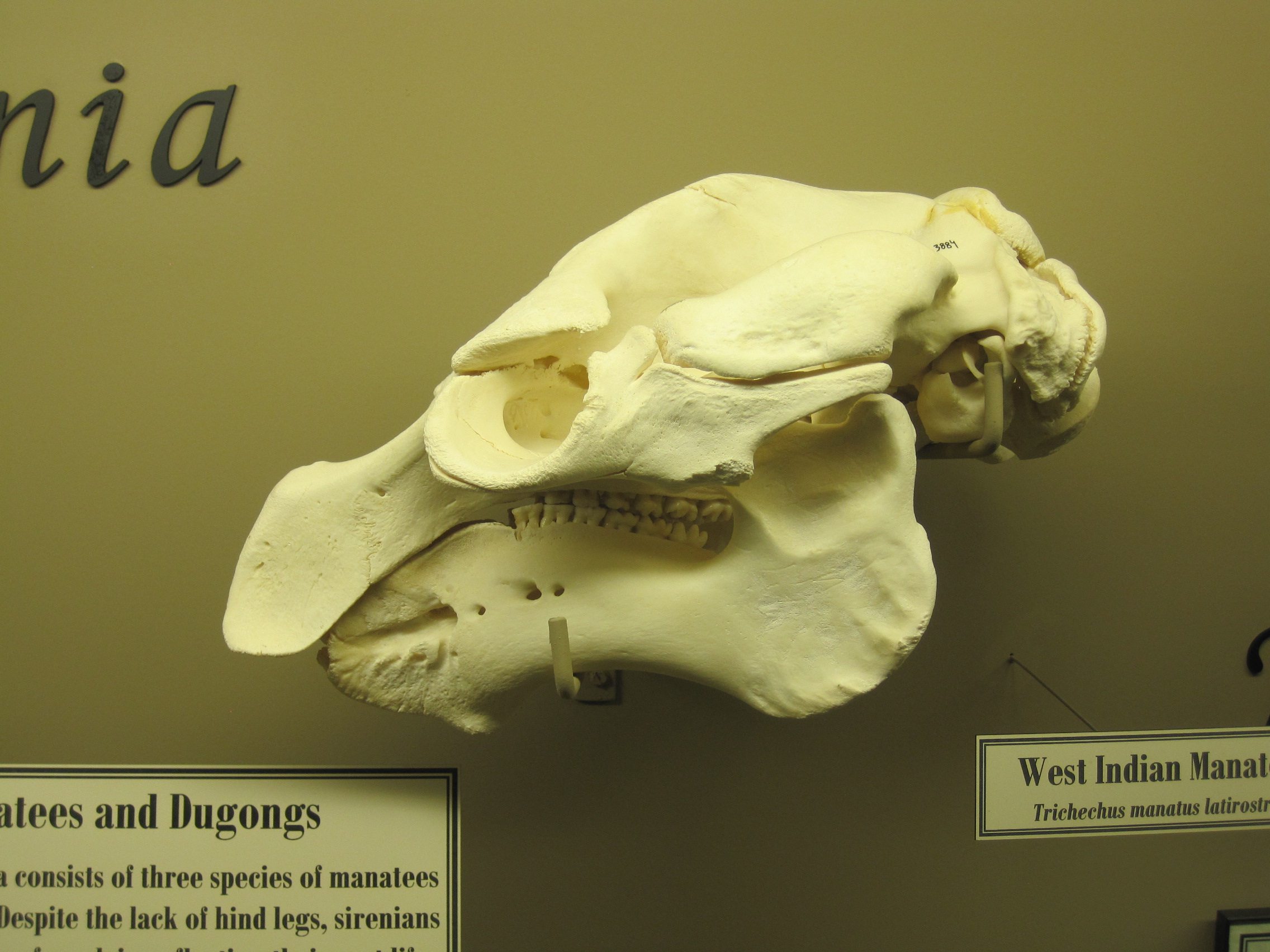
서인도제도매너티의 두개골

여타 해우목에 속한 종처럼 서인도제도매너티는 수중 생활에 완벽히 적응한 모습을 보이며, 뒷다리가 없다. 피부에는 잔털이 나 있지만 드물고 이따금 해초가 자란다. 평균 몸길이는 2.7~3.5m, 몸무게는 200~600kg이다. 앤틸리스매너티가 플로리다매너티보다 더 작은 것으로 측정되며, 최대 표본으로 1655kg의 몸무게와 4.6m의 몸길이를 기록한 바가 있다. 가죽은 회색과 밤색이며, 지느러미에는 3~4개의 발톱이 나 있다.

## 서식과 분포
서인도 제도·카리브해의 연안에서 목격할 수 있지만, 염도 변화에 강해 강 하구에서도 출몰한다. 대사율이 몹시 낮고 보온지방층이 발달하지 않았기 때문에 오로지 열대·아열대 기후의 바다에서만 서식할 수 있으며, 보통은 플로리다 남부처럼 중앙아메리카 동부 근해에 주로 자리잡지만 매사추세츠주의 데니스 시, 텍사스주까지도 발견 사례가 있었다.
서인도제도매너티의 아종인 플로리다매너티는 현존하는 해우목의 종 중에서 최대종으로, 해우목의 서식지 중에서 가장 북쪽인 멕시코 만의 해안과 미국 동부 대서양 해안에 서식한다. 수명은 야생에서 약 28년으로, 60년을 생존한 "스누티"라는 이름의 개체가 있다. 다른 아종인 앤틸리스매너티는 중남미에 주로 분포한다.

## 생활

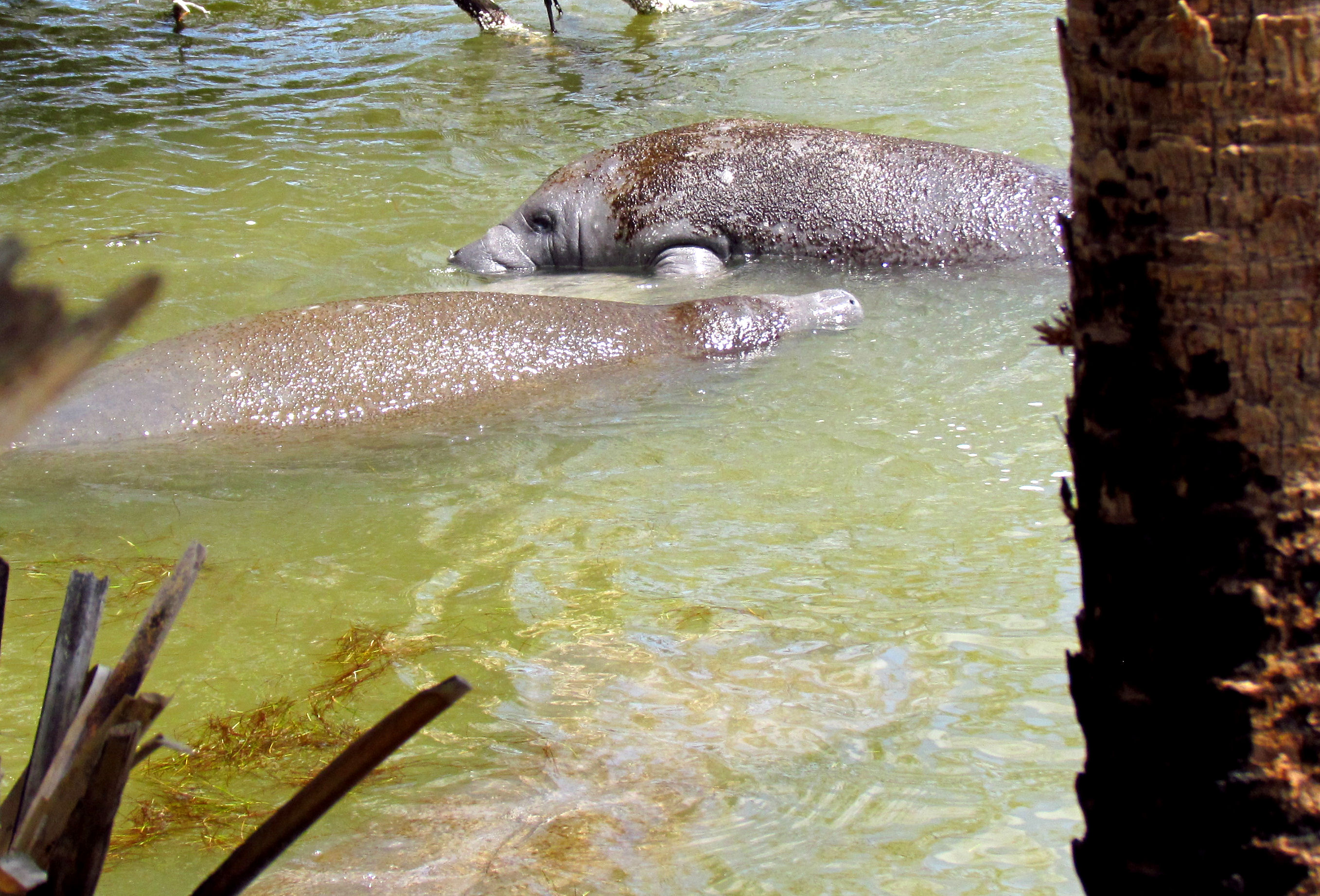
일광욕하는 서인도제도매너티 무리

서인도제도매너티는 외견과는 달리 그리 느린 동물은 아니며 공중제비를 돌거나 누운 채로 헤엄칠 수도 있다. 범고래·백상아리 등의 천적이 대개 매너티 서식지에서 멀리 떨어진 곳에서 주로 분포하여 좀처럼 만날 일이 없기 때문에 천적을 피하는 요령이 발달하지 않았으며, 텃세를 부리는 습성이 없다.
근연종인 코끼리처럼 페로몬 등의 의사소통 방식이 있을지도 모른다는 가능성이 제기된 바 있으며, 또 몇몇 과학자들이 관찰한 결과 수컷 매너티들이 발정기에 들어선 암컷 무리를 만나면서 생기는 지속적인 번식군이 보고되었다. 이것으로 볼 때 수컷은 암컷의 에스트로겐이나 여타 화학 물질을 감지할 수 있을 가능성이 높다.
서인도제도매너티는 약 60종의 식물, 특히 해조류를 즐겨 먹지만, 동시에 소형 어종과 갯민숭달팽이와 같은 연체동물도 섭취한다. 활동량과 체격에 따라 다른 양을 섭취한다고 알려져 있으며 질긴 바닷말 등을 먹기 위해 어금니가 매우 발달해 있다. 어금니는 닳아 없어지거나 빠지는 일이 흔한데, 이가 나가면 곧 다시 자라며 평생 동안 자라난다.
서인도제도매너티는 내염성은 뛰어나지만 냉해에 저항하는 능력은 없어 추위에 몹시 약하다. 수온이 20 °C 이하로 내려갈 시 소화 기관이 작동을 멈춰 살 수 없게 된다. 또한 보트와 선박에 의한 충돌 사고도 빈번하며, 특히 프로펠러 날에 갈리는 사고가 많다. 보트를 피할 정도로 날쌔지는 않기 때문에 더욱 취약하다.

### 비모

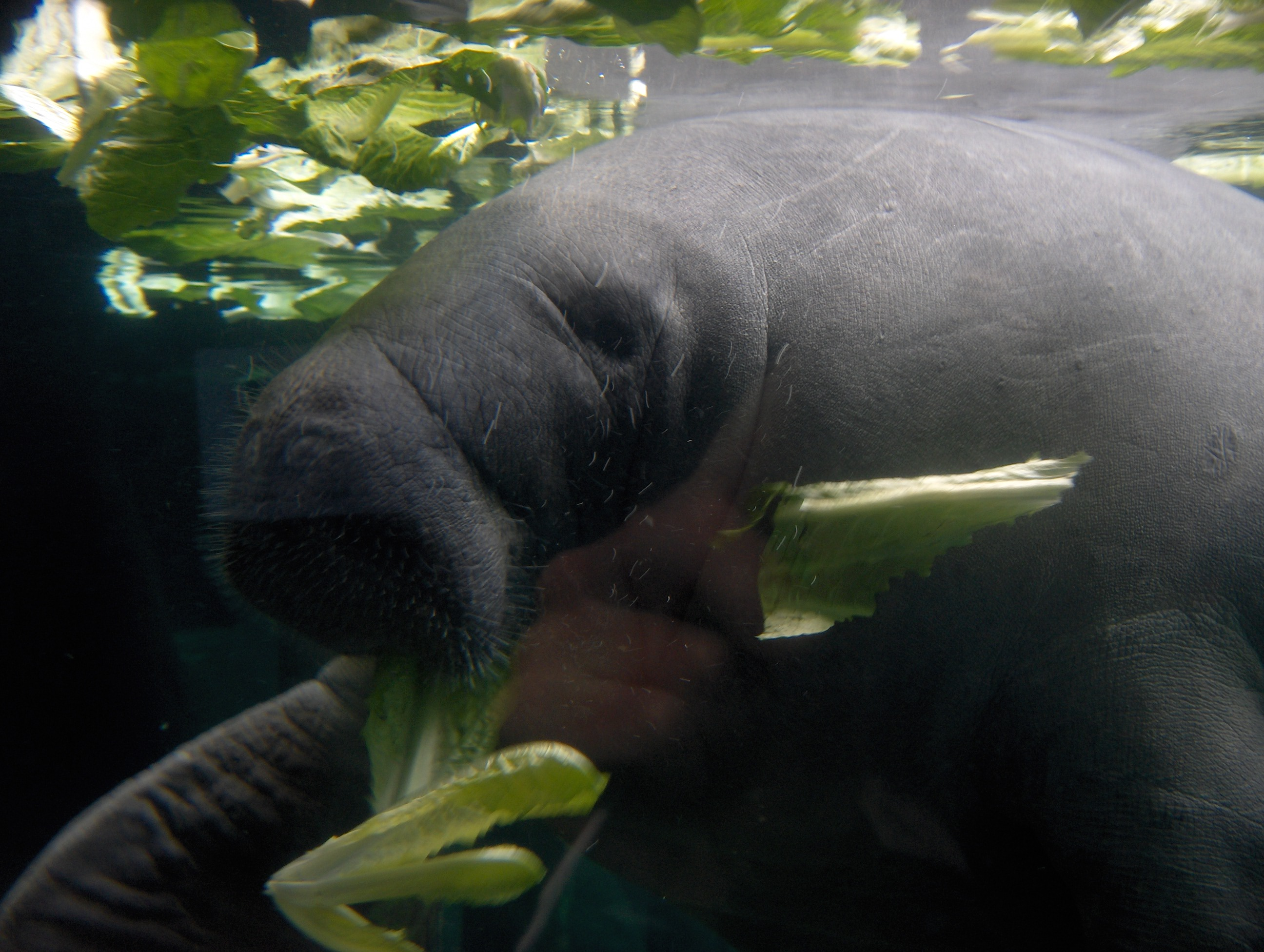
서인도제도매너티의 비모

매너티의 비모, 즉 콧털은 감각 신경의 말단으로 직결되어 있다. 대개 다른 포유류들의 비모는 고양이처럼 입가에 분포하지만 서인도제도매너티를 포함한 해우류는 전신에 비모와 같은 구조의 강모가 분포한다. 얼굴 부분에 나 있는 콧털은 몸의 잔털보다 30배 더 두껍고, 이 비모가 먹이가 어디 있는지를 찾아내는 역할을 수행하며, 굉장히 예민해 질감을 구분해낼 수 있을 정도이다. 또한 이 털은 탁한 물 속에서도 제대로 헤엄칠 수 있게 해 준다.

## 번식
암컷은 대부분의 시간을 홀로 지내지만 발정기가 다가오면 무리를 짓기 시작한다. 생후 4년부터 번식이 가능하며 7-9년만 되어도 어려움 없이 출산이 가능하다. 한편 수컷의 경우도 역시 성적으로 성숙해지는 것은 생후 3-4년이 지나서이다. 임신 기간은 12-14개월이며 대개는 한 배에 한 마리씩만 새끼를 배지만 가끔 쌍둥이를 낳는 것이 목격되기도 한다. 갓 태어난 매너티는 몸무게가 27-32kg에 몸길이는 1.2-1.4m 정도 된다.

## 아종
- 카리브해매너티 (T. m. manatus) - 미국(텍사스주 남부, 푸에르토리코), 가이아나, 쿠바, 과테말라, 코스타리카, 콜롬비아, 자메이카, 수리남, 도미니카공화국, 트리니다드 토바고, 니카라과, 아이티 파나마, 브라질, 프랑스령 기아나, 베네수엘라, 벨리즈, 온두라스, 멕시코[23][24]
- 플로리다매너티 (T. m. latirostris) - 미국(플로리다주), 바하마[24]

최근 진행된 유전학 연구에 따르면 서인도제도매너티는 서식지에 따라 플로리다와 대앤틸리스 제도 구역·멕시코와 중앙아메리카, 일부 남아메리카 북부 해안 지역·남아메리카의 북동쪽 해안으로 크게 3갈래로 나뉜다.